# Evander M. Law
Evander McIvor Law (7. august 1836 – 31. oktober 1920) var en forfatter, lærer og general i den konfødererede hær under den amerikanske borgerkrig.

## Tidlige år
Law blev født i Darlington i South Carolina. Hans bedstefar og to oldefædre havde kæmpet i den Amerikanske uafhængighedskrig under Francis Marion, "Swamp Fox" (sumpræv) guerilla lederen. Han gik på South Carolina Military Academy (nu Citadellet) i 1856 og var professor i historie på Kings Mountain Military Academy fra 1858 til 1860, hvor han flyttede til Alabama for at grundlægge sin egen militærskole i Tuskegee.

## Borgerkrigen
Straks efter Alabamas udtræden af Unionen sluttede Law sig til Alabamas milits som kaptajn. I april 1861 blev han overført til 4. Alabama infanteriregiment som kaptajn, en enhed han havde hjulpet til med at rekruttere blandt de studerende på hans militærskole. 4. Alabama infanteriregiment blev også kendt som "Alabama Zouaves". Den følgende måned blev han forfremmet til oberstløjtnant. I det Første slag ved Bull Run var han i brigadegeneral Barnard E. Bees brigade. Obersten i hans regiment blev dræbt i kamp og Law blev såret i armen. Law kom sig, selv om hans venstre arm var stiv og næsten ubrugelig, og han vendte tilbage til sit regiment. Han blev forfremmet til oberst den 28. oktober 1861 og overtog kommandoen over det der blev kendt som "Alabama Brigaden" under generalmajor James Longstreet i Army of Northern Virginia i maj 1862.
Law førte sin brigade gennem Peninsula kampagnen og Syvdagesslaget. I Slaget ved Gaines' Mill blev han og hans kollega som brigadechef brigadegeneral John Bell Hood berømte for at have gennembrudt centrum i Unionens linje. De angreb igen i fællesskab i Slaget ved Malvern Hill fire dage senere, men blev afgørende slået. I Nordlige Virginia kampagnen i Andet slag ved Bull Run blev Law og Hood igen indsat som den primære angrebsstyrke i Longstreets overraskelsesangreb mod Unionens venstre flanke, og nedkæmpede omtrent John Popes Army of Virginia.
I Marylandkampagnen under slaget ved Antietam, forsvarede Laws Brigade sig med store tab mod Unionens angreb gennem majsmarken —454 døde og sårede. Law blev forfremmet til brigadegeneral den 3. oktober 1862. I slaget ved Fredericksburg i december kom han ikke for alvor i kamp.

### Gettysburg
I 1863 var Law med Longstreets Korps til Suffolk, Virginia, hvilket forhindrede at han kom til at deltage i Slaget ved Chancellorsville. Korpset kom imidlertid tilbage til Army of Northern Virginia i tide til at deltage i Gettysburg kampagnen. I Slaget ved Gettysburg deltog Laws brigade i det resultatløse angreb på Unionens venstre fløj den 2. juli 1863 ved Little Round Top og Devil's Den. Han overtog midlertidig kommandoen over divisionen efter at John Bell Hood var blevet såret. Nogle historikere har kritiseret Law for den manglende koordination, som der var i Hoods division mens han var midlertidig chef. Gettysburg historikeren Harry W. Pfanz antydede at Laws "kontrol med divisionen som helhed den eftermiddag var ikke særlig aktiv og stærk" Han udpegede ikke en efterfølger som leder af brigaden før dagens slag var overstået, hvilket efterlod hans regimenter uden ledelse. Ingen af Hoods andre brigadechefer rapporteret at have modtaget ordrer fra Law i løbet af slaget.
Den 3. juli lå Laws mænd på den yderste højrefløj af den konfødererede linje og forsvarede sig mod i selvmords kavaleriangreb af unionstropper fra brigadegeneral Hugh Judson Kilpatricks division, under ledelse brigadechefen Elon J. Farnsworth.
General Longstreet var utilfreds med indholdet af Laws officielle rapport om slaget og afslog at modtage den, og det lader ikke til at der er bevaret nogle kopier. År senere offentliggjorde Law sin egen beretning om kampen den 2. juli: "The Struggle For 'Round Top'", i Battles and Leaders of the Civil War.

### Chickamauga
Efter slaget ved Gettysburg blev Longstreets korps overført til det vestlige operationsområde, for at slutte sig til general Braxton Bragg og Army of Tennessee før sejren i Slaget ved Chickamauga. Mens Hood var tilstede ved Chickamauga gjorde han tjeneste som korpschef under Longstreet, som fungerede som leder af en fløj af Army of Tennessee. Som rangældste brigadechef fungerede Law igen som chef for Hoods division. Den 20. september 1863 fandt Hoods division under Laws ledelse et hul i Unionens linje, og erobrede mindst 15 kanoner. Hood blev igen alvorligt såret den dag, hvilket burde have sikret Law kommandoen over Hoods division.
Trods Longstreets ros af Laws indsats i tidligere slag, blev de to involveret i en bitter strid, som bl.a. drejede sig om professionel jalousi mellem Law og brigadegeneral Micah Jenkins, en af Longstreets favoritter. På forskellige steder og tidspunkter havde Longstreet lovet både Law og Jenkins kommandoen over Hoods division, hvis posten skulle blive ledig. Law havde tjent i Hoods division siden den blev etableret, og havde med held ledet den ved Gettysburg og Chickamauga. Jenkins var ny i divisionen og havde aldrig ledet den, men hans udnævnelse til brigadegeneral var sket inden Laws og da Jenkins brigade blev tilknyttet Hoods division i september 1863, kort efter Chickamauga, og med Hood fraværende på grund af kvæstelser, måtte Law overgive kommandoen over Hoods division til Jenkins.

### Chattanooga
Hoods division ledsagede Braggs hær til belejringen af Chattanooga. I slutningen af oktober blev Laws brigade udskilt fra Hoods division og hæren og fik til opgave at bevogte Brown's Ferry over Tennessee-floden i det der kaldes Lookout Valley. Mens Law var på orlov for at besøge den sårede Hood, fjernede divisionschefen Jenkins over halvdelen af enhederne fra forsvaret af Brows Ferry, trods efterretninger om fjendtlig aktivitet og anmodninger om forstærkninger fra oberst William Oates, lederen af 15. Alabama regiment, et af de to tilbageværende regimenter ved Browns Ferry. Nogle få dage senere ankom unionsforstærkninger i form af 11. og 12. Korps fra Army of the Potomac i den anden ende af Lookout Valley ved Wauhatchie Station. Disse friske unionstropper og Unionens besiddelse af Brown's Ferry gjorde det muligt for generalmajor Ulysses S. Grant at åbne sin "cracker line" og forsyne de sultende tropper i Chattanooga.
Den konfødererede general Bragg er kendte af "cracker line" ville betyde afslutningen på belejringen af Chattanooga, og den 28. oktober beordrede han Longstreet til med sit korps at tage kontrol over Lookout Valley. Longstreet besluttede kun at sende Hoods division af sted for at tage kampen op med to fjendtlige korps. General Jenkins planlagde hurtigt et natligt angreb på jernbanens endestation ved Wauhatchie. Angrebet skulle gennemføres af to brigader, hans egen under oberst John Bratton og brigadegeneral Henry L. Bennings. Samtidig med angrebet ved Wauhatchie skulle der et par kilometer borde gennemføres et henholdende angreb ved Browns Ferry af Texas brigaden og Laws brigade. Allerede i undertal forværrede Jenkins yderligere sin stilling ved ikke at indsætte brigadegeneral George T. Andersons brigade, der også var fra Hoods division, og en stor del af Hampton Legion infanteriet fra hans egen brigade. Da slaget indledtes red divisionschef Jenkins til Wauhatchie på den yderste venstrefløj af sin vidtspredte division i stedet for at placere sig et sted hvor han kunne forsøge at koordinere alle sine tropper. Den efterfølgende kamp blev et nederlag for konføderationen.
Jenkins hævdede senere, at Law afsluttede sit henholdende forsvar for tidligt. Law og brigadegeneral Robertson, lederen af Texas brigaden, hævdede at de havde handlet i overensstemmelse med deres ordrer. Kontroversen førte til spændingerne mellem Jenkins og Law til kogepunktet, og de blev aldrig afklaret.

### Krigsret
Jenkins fortsatte som leder af Hoods division gennem Longstreets kampagne i det østlige Tennessee i november og december 1863. Hoods division fortsatte med at fungere dårligt under Jenkins, som igen skød skylden for vanskelighederne på Law, især Slaget ved Campbell's Station. Ledelsessituationen i Hoods division og Longstreets korps forringedes markant i løbet af marts 1864 hvor Law, generalmajor Lafayette McLaws og mindst en brigadegeneral mere blev arresteret og stillet for en krigsret af Longstreet. Longstreets anklager mod sine underordnede blev ikke opretholdt af krigsministeriet i Konføderationen.
Det fortsatte pres resulterede i at Law anmodede om at måtte træde tilbage, og tilbød selv at aflevere den i Richmond. Mens han var der besøgte han Hood, som talte Law fra at træde tilbage og brugte sin indflydelse på at afholde krigsministeriet fra at modtage den. Da Law vendte tilbage til sin brigade, som fortsat var i det østlige Tennessee beordrede Longstreet Law arresteret for lydighedsnægtelse. Mændene i Laws brigade havde på daværende tidspunkt fået nok, og alle undtagen en af obersterne anmodede om at deres regimenter måtte blive forflyttet sammen med hele brigaden til Alabama. Longstreet forsøgte at slå igen ved at efterlade dem i Tennessee mens resten af hans korps vendte tilbage til Army of Northern Virginia. General Robert E. Lee beordrede imidlertid Law og tropperne fra Alabama tilbage til sin hær. Hood var blevet forfremmet og en ny chef, Charles W. Field, blev udnævnt til at lede Hoods gamle division, hvorefter divisionen fik en bemærkelsesværdig genkomst, og i løbet af en måned havde den nået sin gamle effektivitet, som den sidst havde vist ved Chickamauga.

### 1864–65
I Overland kampagnen, var Law den 6. maj 1864 under arrest i bagområdet under Slaget ved the Wilderness, mens hans brigade deltog i Longstreets modangreb om morgenen langs Orange Plank Road. Brigaden fortsatte til Spotsylvania Court House, men Law overtog først kommandien igen ved Slaget ved Cold Harbor, hvor han blev såret af et kanonskud, som gav ham kraniebrud og beskadigede hans venstre øje.
Mens hans brigade kæmpede i Belejringen af Petersburg blev Law overført til at lede en brigade i generalmajor Wade Hampton's kavalerikorps, som var stationeret i South Carolina og her sluttede han krigen. Da generalmajor Matthew Butler blev såret i slaget ved Bentonville, overtog Law kommandoen over Butlers division indtil dets chef vendte tilbage til aktiv tjeneste.

## Efter krigen
Efter krigen arbejdede Law som lærer og flyttede til South Carolina i 1881, og derefter til Florida i 1893. Han var professor ved Southern Florida Military Institute indtil 1903. Han var redaktør af avisen Bartow Courier Informant indtil 1915. Han døde i Bartow, og ligger begravet på Oak Hill Cemetery, Bartow.

## Eksterne links
- Historien om Laws Alabama Brigade Arkiveret 23. september 2002 hos  hos Library of Congress